# Боб Проберт
Боб Проберт (англ. Bob Probert; 5 червня 1965, Віндзор — 5 липня 2010, Віндзор) — канадський хокеїст, що грав на позиції крайнього нападника.
Провів понад тисячу матчів у Національній хокейній лізі.

## Ігрова кар'єра
Хокейну кар'єру розпочав 1981 року.
1983 року був обраний на драфті НХЛ під 46-м загальним номером командою «Детройт Ред-Вінгс». 
Протягом професійної клубної ігрової кар'єри, що тривала 18 років, захищав кольори команд «Детройт Ред-Вінгс» та «Чикаго Блекгокс».
Загалом провів 1016 матчів у НХЛ, включаючи 81 гру плей-оф Кубка Стенлі.

## Смерть
5 липня 2010 помер від серцевого нападу під час прогулянки на яхті разом із сім'єю по озеру Сент-Клер.
9 липня його поховали в Віндзорі. На церемонію поховання прибули також партнери та суперники, зокрема: Діно Чіккареллі, Тай Домі, Кріс Нілан, Жерар Галлант, Дуг Гілмор, Стю Грімсон, Джо Кочур, Бред Маккріммон, Даррен МакКарті та Стів Айзерман.

## Родина
Брат: Норм теж хокеїст.

## Нагороди та досягнення
- Кубок Колдера в складі «Адірондак Ред-Вінгс» — 1987.
- Учасник матчів усіх зірок НХЛ — 1988.

## Статистика
| Сезон        | Клуб                      | Ліга           | Регулярний сезон | Регулярний сезон | Регулярний сезон | Регулярний сезон | Регулярний сезон | Плей-оф | Плей-оф | Плей-оф | Плей-оф | Плей-оф |
| Сезон        | Клуб                      | Ліга           | І                | Г                | П                | О                | ШХ               | І       | Г       | П       | О       | ШХ      |
| ------------ | ------------------------- | -------------- | ---------------- | ---------------- | ---------------- | ---------------- | ---------------- | ------- | ------- | ------- | ------- | ------- |
| 1981–82      | Віндзор Клуб 240          | Юніорська ліга | 55               | 60               | 40               | 100              | 40               | —       | —       | —       | —       | —       |
| 1982–83      | «Брантфорд Александерс»   | ОХЛ            | 51               | 12               | 16               | 28               | 133              | 8       | 2       | 2       | 4       | 23      |
| 1983–84      | «Брантфорд Александерс»   | ОХЛ            | 65               | 35               | 38               | 73               | 189              | 6       | 0       | 3       | 3       | 16      |
| 1984–85      | «Гамільтон Стілгокс»      | ОХЛ            | 4                | 0                | 1                | 1                | 21               | —       | —       | —       | —       | —       |
| 1984–85      | «Су-Сент-Марі Грейхаундс» | ОХЛ            | 44               | 20               | 52               | 72               | 172              | 15      | 6       | 11      | 17      | 60      |
| 1985–86      | «Адірондак Ред-Вінгс»     | АХЛ            | 32               | 12               | 15               | 27               | 152              | 10      | 2       | 3       | 5       | 68      |
| 1985–86      | «Детройт Ред-Вінгс»       | НХЛ            | 44               | 8                | 13               | 21               | 186              | —       | —       | —       | —       | —       |
| 1986–87      | «Адірондак Ред-Вінгс»     | АХЛ            | 7                | 1                | 4                | 5                | 15               | —       | —       | —       | —       | —       |
| 1986–87      | «Детройт Ред-Вінгс»       | НХЛ            | 63               | 13               | 11               | 24               | 221              | 16      | 3       | 4       | 7       | 63      |
| 1987–88      | «Детройт Ред-Вінгс»       | НХЛ            | 74               | 29               | 33               | 62               | 398              | 16      | 8       | 13      | 21      | 51      |
| 1988–89      | «Детройт Ред-Вінгс»       | НХЛ            | 25               | 4                | 2                | 6                | 106              | —       | —       | —       | —       | —       |
| 1989–90      | «Детройт Ред-Вінгс»       | НХЛ            | 4                | 3                | 0                | 3                | 29               | —       | —       | —       | —       | —       |
| 1990–91      | «Детройт Ред-Вінгс»       | НХЛ            | 55               | 16               | 23               | 39               | 315              | 6       | 1       | 2       | 3       | 50      |
| 1991–92      | «Детройт Ред-Вінгс»       | НХЛ            | 63               | 20               | 24               | 44               | 276              | 11      | 1       | 6       | 7       | 28      |
| 1992–93      | «Детройт Ред-Вінгс»       | НХЛ            | 80               | 14               | 29               | 43               | 292              | 7       | 0       | 3       | 3       | 10      |
| 1993–94      | «Детройт Ред-Вінгс»       | НХЛ            | 66               | 7                | 10               | 17               | 275              | 7       | 1       | 1       | 2       | 8       |
| 1995–96      | «Чикаго Блекгокс»         | НХЛ            | 78               | 19               | 21               | 40               | 237              | 10      | 0       | 2       | 2       | 23      |
| 1996–97      | «Чикаго Блекгокс»         | НХЛ            | 82               | 9                | 14               | 23               | 326              | 6       | 2       | 1       | 3       | 41      |
| 1997–98      | «Чикаго Блекгокс»         | НХЛ            | 14               | 2                | 1                | 3                | 48               | —       | —       | —       | —       | —       |
| 1998–99      | «Чикаго Блекгокс»         | НХЛ            | 78               | 7                | 14               | 21               | 206              | —       | —       | —       | —       | —       |
| 1999–00      | «Чикаго Блекгокс»         | НХЛ            | 68               | 4                | 11               | 15               | 114              | —       | —       | —       | —       | —       |
| 2000–01      | «Чикаго Блекгокс»         | НХЛ            | 79               | 7                | 12               | 19               | 103              | —       | —       | —       | —       | —       |
| 2001–02      | «Чикаго Блекгокс»         | НХЛ            | 61               | 1                | 3                | 4                | 176              | 2       | 0       | 0       | 0       | 0       |
| Усього в НХЛ | Усього в НХЛ              | Усього в НХЛ   | 935              | 163              | 221              | 384              | 3300             | 81      | 16      | 32      | 48      | 274     |